# 17941 Horbatt
17941 Horbatt è un asteroide della fascia principale. Scoperto nel 1999, presenta un'orbita caratterizzata da un semiasse maggiore pari a 2,1745749 UA e da un'eccentricità di 0,1554277, inclinata di 20,28481° rispetto all'eclittica.